# 海洋水手號
海洋水手號是皇家加勒比郵輪公司的一艘郵輪，於2003年11月下水，排水量達138,000噸，船員數目為1,181人，艙房數目為1,557間，可以乘載3,114名乘客，為現時行走於亞洲最龐大的郵輪之一。2013年6月12日，海洋水手號靠泊啟德郵輪碼頭，成為啟德郵輪碼頭開幕後的首艘靠泊郵輪。

## 艦史
2003年11月16日，郵輪啟用之後，完成首航。
2013年9月13日，海洋水手號來到位於臺灣島東面的花蓮港停泊，成為自花蓮港開港以來迎接過最大噸位及單航次乘載最多旅客的郵輪。
2013年6月12日，海洋水手號來到位於香港的啟德郵輪碼頭停泊，成為啟德郵輪碼頭第二首靠泊的郵輪。(第一首為菁英千禧號)
2013年9月14日，海洋水手號來到位於臺灣島東北面的基隆港靠泊。
2013年10月30日，海洋水手號首度來到位於臺灣島東南面的高雄港靠泊，成為高雄港開港以來迎接過最大噸位的郵輪。